# Metamorphosis (film, 2019)
Pour les articles homonymes, voir Metamorphosis.
Pour plus de détails, voir Fiche technique et Distribution.
Metamorphosis (hangeul : 변신 ; RR : Byeonshin, litt. « Transformation ») est un film d'horreur sud-coréen réalisé par Kim Hong-seon, sorti en 2019.

## Synopsis
Gang-goo (Seong Dong-il (en)) et Myeong-joo (Jang Young-nam (en)) sont mariés et ont trois enfants : Seon-woo (Kim Hye-joon), Hyeon-joo (Cho Yi-hyun) et Woo-jong (Kim Kang-hoon (en)). Ils emménagent dans une nouvelle maison, mais des choses étranges et terrifiantes se produisent dans la famille. Le diable s'est en effet transformé en un membre de la famille. L'enfant la plus âgée, Seon-woo, appelle son oncle Joong-soo (Bae Seong-woo (en)) à l'aide. Celui-ci, prêtre catholique, effectue alors des exorcismes.

## Fiche technique
Sauf indication contraire, les informations mentionnées dans cette section peuvent être confirmées par la base de données cinématographiques IMDb,  présente dans la section « Liens externes ».
- Titre original : 변신
- Titre international : Metamorphosis
- Réalisation : Kim Hong-seon
- Scénario : Kim Hyang-ji
- Décors : Lee Jeong-woo[1]
- Costumes : Lee Eun-gyeong[1]
- Photographie : Yoon Joo-hwan
- Son : Lee Seung-yoop[1]
- Montage : Sin Min-kyeong
- Musique : Koo Ja-wan
- Production : Gu Seong-mok et Cha Ji-hyeon[1]
- Société de production : Danacreative
- Société de distribution : Acemaker Movie Works
- Pays d’origine :  Corée du Sud
- Langue originale : coréen
- Format : couleur
- Genres : horreur, thriller
- Durée : 113 minutes
- Date de sortie :
  - Corée du Sud : 21 août 2019

## Distribution
- Bae Seong-woo (en) : Park Joong-soo, l’oncle
- Seong Dong-il (en) : Park Gang-goo, le père
- Jang Young-nam (en) : Choi Myeong-joo, la mère
- Kim Hye-jun : Seon-woo, la fille ainée
- Cho Yi-hyun : Hyeon-joo, la seconde fille
- Kim Kang-hoon (en) : Woo-jong, la fille cadette
- Kim Kwi-seon : le père doyen
- Ji Dae-han : Jacob
- Baek Yun-shik : Balthazar
- Oh Dae-hwan (en) : le voisin (caméo)

## Accueil
Le film totalise plus d'un million d'entrées au box-office sud-coréen de 2019.